# حرب الملوك
حرب الملوك (بالإنجليزية: khanwars) هي لعبة متصفح مجانية، وهي لعبة إستراتيجية تحاكي الحروب في العصور الوسطى وذلك عبر بناء قلاع وتدريب جنود واختيار أحد شعوب العصور القديمة، ويمكن خوض الحروب واحتلال القلاع الأخرى وعمل التحالفات.
طورت اللعبة من قبل الشركة البلغارية xs-software، واصدرت نسختها العربية مؤخرا، وضمن اتفاقية بينها وبين الموقع العربي مكتوب في شهر تشرين الأول من عام 2008 قام الموقع العربي مكتوب باستضافة اللعبة وربط اسم الموقع تحت امتداد موقع مكتوب وتكفل بالدعاية والإعلان عنها

## فكرة اللعبة
تقوم اللعبة على مبدأ التنافس بين الملوك واتحاد الملوك مع بعضهم ضد ملوك اخرين فيما يسمى بالتحالف وفي بداية اللعبة يعطى اللاعب قلعة ليبدأ البناء فيها، ويأخد اللاعب لقب ملك ويبدأ إصدار الأوامر، على اللاعب في البداية بتطوير المباني قبل أن يقوم بتدريب الجنود، ومن بين المباني التي يمكن تطوريها المناجم التي تضمن استمرار إنتاج الموارد الضرورية لاتمام الكثير من عمليات تطوير المباني وتدريب الجنود، وتشمل المباني أيضا على مساكن للشعب وسوق وثكنات التي يتمم من خلالها تدريب الجنود وغيرها، بعد بناء المباني الكافية للقلعة يتم تدريب الجنود بوحداتهم المختلفة، وبعد تدريب الجنود يستطيع اللاعب إرسال الجنود في مهمات تسمى في اللعبة ارساليات، والارساليات تتنوع فمنها ارساليات الهجوم وارساليات الدفاع وارساليت التجسس وإرساليات جمع الفائض.
تقسم اللعبة إلى عوالم وكل عالم له حاسوب خادم (سيرفر) خاص به، ويكون التنافس بين اللاعبين بشكل منفصل عن الآخر، ومدة العالم الواحد سنة كاملة وبعدها يجري دوري بين الملوك وتحديد أقوى خمسين ملك في كل عالم.

## عناصر اللعبة
1. الموارد
  1. الموارد هي الأداة الضرورية لإتمام أي مهمة داخل اللعبة، وهي الذهب والحديد والخشب والطعام كما كانت الحياة في السابق معتمدة على هذه العناصر، فإن اللاعب لكي يبني أو يدرب أو يطور مستوى فأنه بحاجة إلى عدد كاف من هذه الموارد.
2. المباني
  1. في اللعبة عدد من المباني لتستطيع القلعة الصمود والبقاء وهي

المزارعلإنتاج احتياجات القلعة من الطعام
معمل النجارة لإنتاج احتياجات القلعة من خشب
منجم الحديد لإنتاج احتياجات القلعة من الحديد
منجم الذهبلإنتاج احتياجات القلعة من الذهب
المخبأ لإخفاء الموارد عن الجيوش الغازية
المخازن لتخزين الموارد
المساكن لإيواء شعب وجنود القلعة
المستشفى لعلاج الجرحى في المعارك
السوق لتبديل الموارد إما داخليا مع التجار داخل القلعة وإما لتبديل الموارد مع القلاع الأخرى
الثكنة لتدريب الجنود
الإسطبل لتدريب الفرسان والجواسيس
الحداد للمساعدة في تصنيع الآلات والدروع
الورشة لتصنيع الدروع والأسلحة والآلات
قصر الحكم لتدريب النبلاء الذين يقومون برفع ولاء الشعوب في القلعة وتقدم الجنود في الهجوم على القلاع الأخرى لإقناع شعوب القلاع المجاورة بخفض ولائهم لملكهم.

## الشعوب
في اللعبة عدة شعوب يمكن للاعب اختيار أي منهم، وبحسب تاريخ هذه الشعوب فإن لكل شعب منهم مزايا وقوات خاصة تختلف من شعب لآخر، وهم البلغاريون والفرنجة والألمان والقوطيون والبيزنطيون والبريطانيون والعرب واللتوانيون والروس.
البلغاريون
قدم لنا التاريخ الإنساني تجربة فذة وهي ان بعض الشعوب الصغيرة نسبيا من حيث تعداد السكان والرقعة الجغرافية (كالشعب اليوناني مثلا) قد اضطلعت بدور حضاري أكبر من حجمها مفيدا لها وللإنسانية جمعاء. أحد هذه الشعوب الصغيرة الخلاقة هو بلا ادنى شك الشعب البلغاري: فالمكتشفات الأثرية الغنية في تراقيا وغيرها من المناطق البلغارية والمدونات التاريخية التي تشمل ألاف السنين منذ ترحال البلغار القدماء من آسيا الوسطى واندماجهم مع السكان السلافيين في شبه جزيرة البلقان وتشكيلهم معا الأمة البلغارية المعاصرة واقامتهم دولة كبرى امتدت في مرحلة ما بين عدة بحور والتراث الفولكلوري الحرفي والموسيقي والعاداتي الغني جدا والإسهام الثقافي التاريخي في بناء الحضارة العالمية ولا سيما السلافية خصوصا عبر ابتداع الاحرف الأبجدية السلافية المأخوذة عن الاغريقية القديمة المأخوذة بدورها عن الأبجدية الفينيقية والطبيعة الخلابة الجبلية ـ السهلية ـ البحرية لبلغاريا التي كانت على الدوام ملهمة للشعر والادب وللنشاط الإنساني الخلاق بشتى وجوهه والموقع المميز لبلغاريا المعاصرة بين الاقطاب الحضارية للعالم السلافي والعالم الأوروبي الغربي والعالم العربي كل ذلك يجعل من الشعب البلغاري شعب عظيم يساعد في بناء الحضارة العالمية.
الفرنجة
الفرنكيون أو الإفرنج أو الفرنجة هم مجموعة قبائل جرمانية غربية والتي كانت قد شكلت ماعرف باسم تحالف القبائل الجرمانية. كان التحالف مكونا من قبائل السليان والسيكامبري والتشامافي والتشاتي والبروكتيري واليوسيبيتس والأمبسيفاري. دخل الإفرنج مناطق الإمبراطورية الرومانية من خلال مايعرف الآن بألمانيا واستوطنوا المناطق الشمالية من بلاد الغال (حاليا فرنسا وأجزاء من غرب ألمانيا) مكونين فيها إمارة شبه مستقلة. التعاريف المعاصرة عن الانتماء العرقي للفرنكيين تتفاوت بحسب الفترة. ومن غير الواضح ما إذا كان الفرنكيين قد اشاروا إلى أنفسهم بهذه الصفة. كان الفرنكيون في البداية مجموعة متميزه بثقافتهم داخل فرنكيا. ان الهوية الفرنجية ظهرت في النصف الأول من القرن الثالث كمجموعات صغيرة ذات أصول مختلفة، تشمل الساليون، السيكامبريون، الشاماويون، البروكتريون، الكاتيون، والكاتواريون، الذين أهلوا وادي الراين السفلي والأراضي الواقعة إلى شرقها. ظهر الفرنكيون في النصوص الرومانية كحلفاء وأعداء على السواء. استغلت مجموعة من الفرنكيين حوالي العام 250 ضعف الإمبراطورية الرومانية، فغزو أراضيها وتوغلوا حتى طرخونة بإسبانيا الحالية، وبقوا بهذه المنطقة نحو عقد من الزمان حتى طردتهم القوات الرومانية من أراضيها. بعد حوالي أربعين عاماً، سيطر الفرنجة على منطقة نهر شلت (تقع اليوم غرب فلاندرز وجنوب غرب هولندا)، وأغاروا على القنال قاطعين المواصلات نحو بريطانيا. أعادت القوات الرومانية السلام في المنطقة، ولكنها لم تطرد الفرنكيين، الذين استمروا ليكونوا قراصنة مهابين على طول شواطئ على الاقل حتى وقت جوليان المرتد (358) الذي قبل بهم، فمنح قبيلة الساليين الفرنجية صفة الحليفة في توكساندريا كما ذكر أميانوس مارسيلينوس. وسـّع الساليون من نفوذهم بنهاية القرن الخامس على الأراضي الرومانية ليشمل هولندا جنوب الراين، وبلجيكا وشمال فرنسا حيث التقوا مع شعوب أخرى وبشكل رئيسي من العرق الفرنكي. فنتجت السلالة الميروفنجية في القرن الخامس. حلف الدي.في.دي هم المسيطرون في العلم 6 وينتهكون عرض الكلاشنكوف
الألمان
قام شارلمان أو شارل العظيم الذي ينحدر من القبائل الجرمانية بتأسيس مملكة الفرنجة. توج بعدها كأول قيصر للإمبراطورية الغربية (800 م)، فاعتبر ذلك احياء للإمبراطورية الرومانية التي قضى عليها الأمازيغ قبل ثلاث قرون من الزمن. إلا أن الإمبراطورية الوليدة لم تعمر طويلاً، فبعد وفاة الأخير تقاسم أبناؤه الثلاثة المملكة، اثنتان فقط من بين هذه الممالك عمرتا، مملكة الفرنجة الغربية والتي عرفت بعدها باسم فرنسا، ومملكة الفرنجة الشرقية والتي كونت ما يعرف اليوم بألمانيا. حسب الأعراف الحالية يعتبر تاريخ 2 فبراير 962 موافقا لميلاد ما يعرف اليوم بألمانيا، في هذا اليوم بالذات تم تتويج الملك أوتو الأول العظيم، صاحب مملكة الفرنجة الشرقية إمبراطورا أو قيصرأ على البلاد وجرت مراسيم التتويج في روما كما كان الحال مع شارل العظيم. تطورت مملكة الفرنجة الغربية إلى أن أصبحت دولة وطنية -فرنسا، فيما سيطر زعماء المقاطعات في المملكة الشرقية على أراضيهم واستقلوا بها. رغم محاولات القيصر لاستعادة السيطرة على أراضي المملكة، تواصلت عملية التفكك واستقلالية المقاطعات داخل ما أصبح يسمى شكليا الإمبراطورية الرومانية الجرمانية المقدسة، وتشكلت مدن أعلنت استقلالها وسيادتها. عرفت تلك باسم مدن الإمبراطورية الحرة. رغم الإصلاحات وحرب الثلاثين سنة بقي الإمبراطور أو القيصر يحكم البلاد اسميا فقط.
القوطيون
القوط الغربيون قبائل شكلت مع قبائل القوط الشرقيين فرعي قبائل القوط الرئيسيين. خلال حقبة الهجرات عملت قبائل القوط الشرقية الغربية -بالإضافة للعديد من القبائل الجرمانية الأخرى- على محاربة الإمبراطورية الرومانية ومحاولة إسقاطها واجتياح مناطق منها. بعد سقوط الإمبراطورية الرومانية الغربية لعب القوط الغربيون دوراً مهماً في أوروبا الغربية لمدة تصل إلى قرنين ونصف. ظهر القوط الغربيون كشعب منفصل للمرة الأولى في التاريخ عام 268 م. عندما غزوا أجزاء من الإمبراطورية الرومانية واقتحموا منطقة البلقان. امتد الاجتياح ليصل إلى مقاطعتي بانونيا وإليركيوم الرومانيتين (هزم القوط الغربيون قرب الحدود الإيطالية السلوفينية في صيف ذاك العام وكذلك في معركة نايسس في سبتمبر 269 م). خلال السنوات الثلاث التالية تراجع نفوذ القوط الغربيين إلى ما وراء نهر الدانوب بسبب سلسلة من الحملات التي قادها الأباطرة الرومان كلاوديوس الثاني وأوريليان. بالرغم من المحاولات المتكررة للقضاء على القوط الغربيين فقد حافظوا على سيطرتهم على مقاطعة داكيا الرومانية. بسبب مكوث القوط في داكيا فقد اعتنقوا المسيحية الأريانية التي تقول بأن المسيح ليس صورة من صور الرب في ثالوث الأقداس وإنما مخلوق عادي كسائر البشر خلقه الله. كانت الأريانية تخالف، بشكل كبير، المعتقدات الأساسية للمسيحية الكاثوليكية وأرثودكسية اللتين كانتا منتشرتين في الإمبراطورية الرومانية. ظل القوط الغربيون يدينون بالأريانية حتى عام 589 م عندما أعلن الملك ريكارد الأول دخوله في الكاثوليكية أثناء فترة حكمه في شبه جزيرة أيبيريا. دت أوضاع القوط الغربيين وعلاقتهم بالدولة الرومانية إلى احتدام الصراع بينهم حتى وقعت معركة أدريانوبل في 9 أغسطس 378 م والتي اعتمد فيها فالينس على تقديراته الخاطئة بأن عدد وعدة جيش العدو ضعيفة وقليلة وأنهم لا يزيدون عن 10 آلاف مقاتل، وبالإضافة لحر أغسطس أشعل القوط الغربيون النيران في أرض المعركة وعملوا على حصار الجيش الروماني في وسط ميدانها. هلكت أغلب القوات الرومانية ذاك اليوم وقتل أغلبهم وكان بينهم قائدهم فالينس.
البيزنطيون
الإمبراطورية البيزنطية هي إمبراطورية تاريخية كانت عاصمتها القسطنطينية) بيزنطة). وكان يطلق عليها الإمبراطورية الرومانية الشرقية وكلمة بيزنطي اخترعها مؤرخ ألماني (هيرونيموس ولف) سنة 1557 ونشرها الفرنسيون في القرن 18 للإشارة للإمبراطورية الرومانية الشرقية. رعايا الإمبراطورية كانوا يستخدمون كلمة روماني وكان إمبراطورهم يدعى الإمبراطور الروماني. عاشت الإمبراطورية البيزنطية ما يزيد عن إحدى عشر قرناً ونضيف من الزمان [1]وظلت قائمة حتي عام 1453 م. وكانت معبرا للقوافل التجارية بين الشرق والغرب. كانت الإمبراطورية البيزنطية تضم عند تقسيم الإمبراطورية الرومانية قبيل وفاة الإمبراطور ثيوديسيوس الأناضول بآسيا واليونان وجزر بحر إيجه وأرمينية وآسيا الصغرى وسوريا والجزيرة الفراتية السورية ومصر وبرقة، وعندما أعتلي الإمبراطور جستنيان العرش بدأ في تنفيذ مشروعه بتوحيد الإمبراطورية الرومانية الكبري مرة أخرى، فاستطاع في غضون 30 عام تقريبا ضم شمال أفريقيا، وجنوب أسبانيا، إقليم دلماشيا، وإيطاليا، بالإضافة إلى استيلاؤه علي جزر البحر المتوسط مثل سردينيا وكورسيكا، وبذلك أصبح البحر المتوسط بحيرة رومانية مرة آخري. مصطلح الإمبراطورية البيزنطيه هو من اختراع المؤرخون ولم يستعمل قط خلال مدى عمر الإمبراطورية. مصطلح «البيزنطيه» تاتى من اسم مدينة القسطنطينية نفسها «بيزنطه», يرجع أصل الكلمة إلى اسم بلدة قديمة بناها الإغريق على ساحل البوسفور الأوروبي، قبل أن تصبح عاصمة قسطنطين. هذا الاسم الأقدم للمدينة نادرا ما استخدم من هذه النقطة فصاعدا الا في سياقات تاريخية أو شعريه. تسمية الإمبراطورية الرومانية الشرقية بالإمبراطورية «البيزنطية» بدأت في أوروبا الغربية في سنة 1557. كان العرب يطلقون عليها اسم بلاد الروم وكانت على الحدود الشمالية ل سورية. وكان مؤسسها الإمبراطور قسطنطين قد جعل عاصمتها القسطنطينية عام 335م. بعدما كانت روما عاصمة للإمبراطورية الرومانية.والتي أصبحت بعد انفصال جزء ها الشرقي (البيزنطي) عاصمة للإمبراطورية الرومانية الغربية. وظلت روما مقرا للكنيسة الكاثوليكية الغربية وبها كرسي الباباوية (الفاتيكان)، وبعد أن انتشرت الإمبراطورية شرقا وضمت كامل سوريا للإمبراطورية الرومانية.
البريطانيون
المملكة المتحدة لبريطانيا العظمى وإيرلندا الشمالية، أو المملكة المتحدة اختصاراً. هي دولة تجمع شعوب، إنجلترا، إسكتلندا، ويلز (بريطانيا العظمى) وأيرلندا الشمالية. تقع شمال غرب القارة الأوروبية، يحيط بها بحر الشمال، القنال الإنجليزي والمحيط الأطلسي. كما تدخل العديد من الجزر والمناطق ضمن سيادة التاج البريطاني، على غرار جزيرة مان ومناطق ماوراء البحار (المستوطنات البريطانية). وضوع رئيس: تاريخ المملكة المتحدة كوحدتين مستقلتين عن بعضهما وذلك منذ القرن العاشر للميلاد. أصبحت ويلز (بلاد الغال) منذ سنة 1284 م تحت الإدارة الإنجليزية، ثم ضمت نهائيا وأصبحت جزءا من أراضي المملكة مع إعلان الوحدة (1536) سنة 1536 م. تبع ذلك إعلان آخر سنة 1707 م، توحدت فيه مملكتا إسكتلندا وإنجلترا واللتان كانتا منذ 1603 م يحكمهما نفس الملك. أصبحت المملكة الجديدة تسمى مملكة بريطانيا العظمى. منذ 1169 م ودخول الإنجليز أصبحت إيرلندا أكثر ارتباطا بإنجلترا ورُسِّم هذا الارتباط سنة 1603 م عندما أطلق البريطانيون عليها اسم مملكة إيرلندا، والتي كان يحكمها ملك إنجلترا نفسه. ضمت أيرلندا إلى المملكة مع إعلان اتحاد جديد وأصبح اسم الممالك الثلاثة الجديدة مملكة بريطانيا العظمى وأيرلندا المتحدة. مع حلول سنة 1926 م تشكل اتحاد من المقاطعات الـ26 الأيرلندية أطلق عليه اسم بلاد أيرلندا الحرة. بقيت المقاطعات الـ6 الأخيرة (ألستر) والواقعة في الشمال تحت السيادة المملكة المتحدة. حملت هذه الظروف الجديدة البلاد على تغيير اسمها مرة أخرى. منذ 1927 م أصبح اسم البلاد الرسمي مملكة بريطانيا العظمى وشمال أيرلندا المتحدة. كانت المملكة المتحدة القوة الصناعية والبحرية الرائدة في العالم في القرن التاسع عشر وتطورت فيها ديمقراطية برلمانية هي الأولى في العالم، كما عرفت العلوم والآداب عصرا ذهبيا أثناء هذه الفترة. في أوج قوتها سيطرت الإمبراطورية البريطانية على أراض شكلت ربع مساحة العالم المأهول آنذاك.
العرب
وفد العرب على شكل قبائل رحل بدو من الجزيرة العربية إلى العراق وجنوب شرقي تركيا، وأسسوا حضارة السومريين، وقد عمل السومريون على بناء تلك الحضارة الأولى بالكتابة المسمارية، وساعد أيضا خبرتهم العالية في مجال ميدان هندسة الري والزراعة وصناعة الأدوات المختلفة والتجارة الداخلية والخارجية، وأسسوا العديد من المدن مثل مدينة أوروك. وقد امتد تأثير الحضارة السومرية إلى العيلاميين في الأحواز، وبلاد الأناضول، ومصر. وخاض السومريون العديد من الحروب مع العيلاميين، كما ازداد تأثير نفوذ ملوك كيش العرب إلى أن سيطر الأكاديون العرب على بلاد سومر سنة 2350 قبل الميلاد. ثم بسطوا نفوذهم على بلاد بابل وشمال بلاد ما بين النهرين وعيلام وسوريا وفلسطين وأجزاء من الأناضول وامتد إلى الخليج العربي، حتى دانت لهم كل المنطقة. وبذلك أسس أول إمبراطورية معروفة في التاريخ بعد الطوفان. بعد الفتح الإسلامي انتشرت القبائل العربية خارج الجزيرة العربية وانتشروا في بلاد أفريقيا والأندلس والسند، وقد رحل الكثير من القبائل العربية إلى العراق، وبالنسبة لإفريقيا، فقد رحلت قبيلة بنو هلال إلى بلاد المغرب، ورحلت قبيلة قضاعة إلى مصر، ورحلت قبيلة بني حسان إلى ما يعرف اليوم باسم مورتانيا ورحلت قبيلة بني كنز إلى السودان وبلاد النوبة.
العرب هم أكثر شعب ضعيف من ناحية القتال لكنه يخلف كثير فلذلك الجميع يختار الشعب العربي لان الكثرة قوي وبالذات حلف الدي.في.دي يعتدون على بنات حلف الكلاشنكوف قبسسة لان حريهم تلد كثير
الليتوانيون
إمارة ليتوانيا الكبرى تضمنت في القرن السادس عشر الميلادي كافة مناطق ليتوانيا وروسيا البيضاء وأجزاء كبيرة من أوكرانيا. حيث امتدت مساحتها من بحر البلطيق إلى البحر الأسود. وقد عمد العلماء المختصون إلى تلقيب التتر المسلمين المقيمين في الإمارة الكبرى ب«التتر الليتوانيين». وقعت وما زالت تقع المنطقة الرئيسية لتواجد التتر الليتوانيين في الإقليم الجغرافي الواقع بين فيلنا شمالا ومينسك شرقا وبريست- ليتوفسك في الغرب. وبناء على التقديرات الواقعية حول عدد التتر المقيمين في إمارة ليتوانيا الكبرى في القرنين 16 و17 فقد بلغ عددهم حوالي 50 إلى 60 ألف نسمة. تبنت إمارة ليتوانيا الكبرى أثناء توغلها في المناطق السلافية المذهب المسيحي الأرثوذكسي ديانة لها كما استخدمت اللغة السلافية الكنسية لغة للعبادة والثقافة. وتزامن ذلك مع تهميش كبير للغة الليتوانية نفسها. فاتسمت كافة مجالات الحياة والدين والتعليم والإدارة لا سيما ما يختص النبلاء في ليتوانيا نتيجة لذلك بطابع سلافي وبيلاروسي وبولندي.
وهم شعب الدي.في.دي فهم ياخدون نساء الكلاشنكوف وياخذوهم كعبيد عندهم مقاب نقود إلى رئيس الكاشنكزف
الروس
الإمبراطورية الروسية تأتي من روسيسكايا امبيريا وهو مصطلح يشار به إلى الفترة من تاريخ روسيا الواقع بين توسع روسيا تحت حكم بطرس الكبير إلى توسع الإمبراطورية الروسية من بحر البلطيق حتى المحيط الهادي إلى خلع نيكولاس الثاني آخر القياصرة الروس في بداية الثورة البلشفية عام 1917 على يد الشيوعيين الذين استولو على الحكم في نفس العام. وقد تسمت الدولة الروسية باسم الإمبراطورية الروسية بشكل رسمي منذ 1721 وحتى 1917 (عام نهاية الدولة القيصرية الروسية)

## المنتدى
في داخل اللعبة يوجد منتدى لزيادة التخاطب والتعاون بين اللاعبين من جهة وحل المشاكل إذا واجه أي من اللاعبين أي صعوبات أو استفسارات.

## وصلات خارجية
- الوقع الرسمي للعبة:

حرب الملوك